# Stoppskylt

Den vanligaste typen av stoppskylt som också används i samtliga europeiska länder.

Gammal europeisk stoppskylt. Denna modell användes i Europa fram till ca 1975 då den ersattes av den nuvarande åttakantiga. Exemplet är svenskt, det som kunde skilja sig var att vissa länder hade vit istället för gul bakgrund och att de flesta länder skrev STOP istället för STOPP.

En stoppskylt är ett vägmärke som har använts vid vägkorsningar med stopplikt. Då denna skylt sitter uppsatt råder stopplikt. Trafikanterna ska då stanna vid den så kallade stopplinjen som normalt finns utsatt på vägen. Oftast förekommer denna skylt vid vägkorsningar där sikten oftast är något skymd, eller vid stora vägar där hastigheten är hög, och en sidokrock skulle vara mycket farlig. Den kan också förekomma på platser där vägen korsar en järnväg och där det helt och hållet saknas signaler.
Denna skylt härstammar från USA, finns med i FN-konventionen och används i många länder i och utanför Europa. Texten är ”STOP” i (stort sett) hela Europa, även i till exempel Frankrike, Grekland, Ryssland, Serbien, Spanien och Sverige. I Europa användes fram till ca 1970–1975 en annan typ av stoppskylt som var rund med ett trekantig symbol i märket. Texten varierade lite mellan länder och var ”STOPP” i Sverige. Denna skylt ersattes sedan med den USA-influerade skylten från 1970-talet och fram till omkring 1985. I Sverige infördes den 1973. Idag har samtliga europeiska länder ersatt sina runda märken med det åttakantiga. Detta är ett av mycket få vägmärken som USA och Europa har gemensamt då amerikanska vägmärken annars oftast avviker från den standard som finns i Europa. Anledningen är här att Europa har följt USA:s standard.
Föregångaren till det åttakantiga märket har funnits ända sedan 1915 i USA. Den första varianten hade svarta bokstäver på en vit bakgrund och var en aning mindre än dagens stoppskyltar. Utseendet ändrades 1924 till en skylt med svarta bokstäver på en gul bakgrund, en design som var vanlig fram tills 1954.
Utanför Europa förekommer språkavvikelser. ”STOP” används där mest i engelskspråkiga länder. 
- I Turkiet ”DUR”.
- I Israel finns ingen text utan en hand som visar stopptecken (se bild nedan).
- I arabländerna används ”قف” (se bild nedan).
- I Kina används ”停” (se bild nedan).
- I provinsen Québec i Kanada används renlärig franska: ”ARRÊT”, dock nära provinsgränsen både ”ARRÊT” och ”STOP” (se bild nedan).
- I latinamerikanska länder ”PARE” eller ”ALTO”.
- I Sydkorea ”정지”.
- I Thailand ”หยุด”.
- I Japan har man en röd triangelformad skylt, med texten ”止まれ” (se bild nedan).

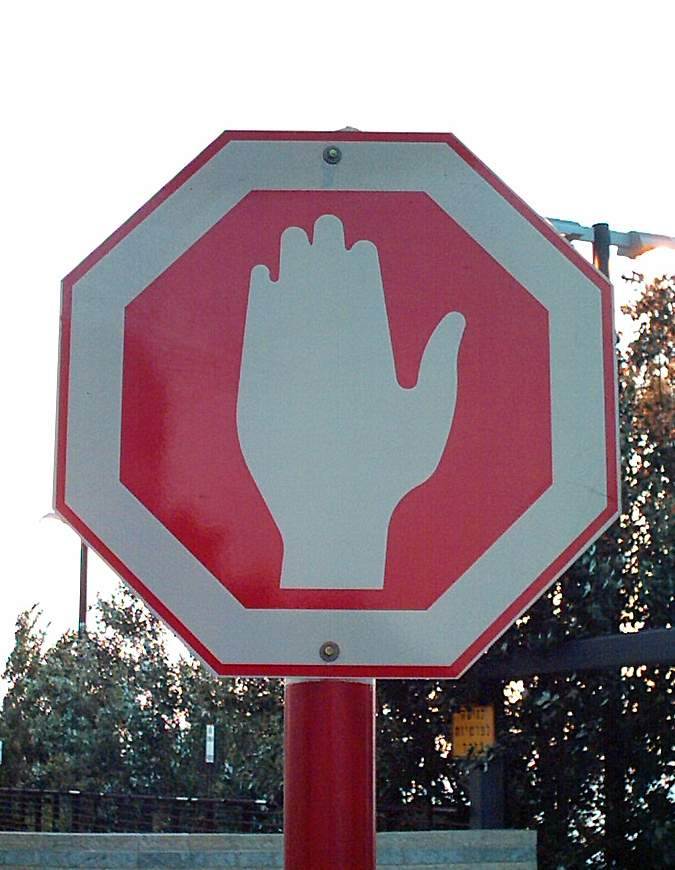
Israelisk stoppskylt.
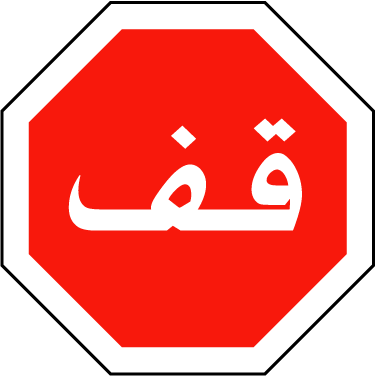
Arabisk stoppskylt.
Turkisk stoppskylt.
Taiwanesisk stoppskylt.
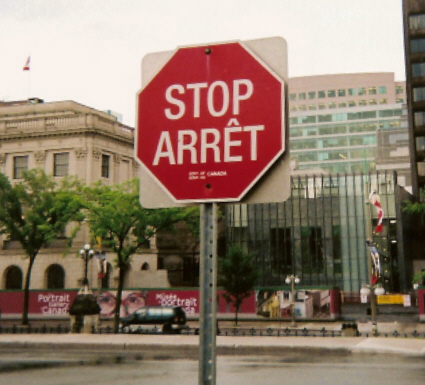
Stoppskylt i Ottawa, Kanada.
Japansk triangulär stoppskylt.